# Волиця (гміна Шидлув)
Волиця (пол. Wolica) — село в Польщі, у гміні Шидлув Сташовського повіту Свентокшиського воєводства.
Населення — 101 особа (2011).
У 1975-1998 роках село належало до Келецького воєводства.

## Демографія
Демографічна структура на день 31 березня 2011 року:
|          | Загалом | Допрацездатний вік | Працездатний вік | Постпрацездатний вік |
| -------- | ------- | ------------------ | ---------------- | -------------------- |
| Чоловіки | 55      | 10                 | 37               | 8                    |
| Жінки    | 46      | 5                  | 30               | 11                   |
| Разом    | 101     | 15                 | 67               | 19                   |